# Copa América 2019
La Copa América 2019 fue la cuadragésima sexta edición de la principal competencia futbolística entre selecciones nacionales de América del Sur. El torneo fue organizado por la Conmebol, ente administrador del fútbol en Sudamérica y órgano del fútbol afiliado a la FIFA. Se llevó a cabo por quinta vez en Brasil (la última fue en 1989) entre el 14 de junio y el 7 de julio de dicho año.
El campeón fue Brasil, que venció en la final a Perú, por 3 a 1. El equipo campeón de este torneo iba a representar a la Conmebol en la Copa FIFA Confederaciones 2021, sin embargo esta fue cancelada y reemplazada por la Copa Mundial de Clubes de la FIFA 2021.
En abril de 2017, la Conmebol había decidido que esta versión contara con dieciséis participantes, por lo que los organizadores debieron definir a seis selecciones de otros continentes como invitadas al torneo; sin embargo, el 4 de mayo de 2018 se anunció que serían doce los participantes. Luego de reducir la cantidad de equipos participantes, la Conmebol invitó inicialmente a Estados Unidos y México —este último por ser invitado permanente—, pero ambas selecciones declinaron la invitación para participar en la Copa de Oro 2019. Por tal motivo, la Conmebol invitó posteriormente a Catar y Japón, campeón y subcampeón, respectivamente, de la Copa Asiática 2019.
Por otra parte, también se utilizó por primera vez en este torneo el árbitro asistente de video (VAR). Además debía ser la última edición en llevarse en un año impar, pues desde la Copa América 2020, los torneos sudamericanos se llevarían a cabo en años pares para desarrollarse junto al Campeonato Europeo de la UEFA por motivos logísticos.

## Elección del país anfitrión
Pese a la voluntad de la Conmebol de celebrar el torneo de 2015 en Brasil, la realización de la Copa FIFA Confederaciones 2013, la Copa Mundial de Fútbol de 2014 y de los Juegos Olímpicos de Río de Janeiro 2016 en dicho país, hizo reconsiderar la decisión en un momento.
Aunque el entonces presidente de la Conmebol, Nicolás Leoz, propuso la realización del torneo continental en México (pese a que ese país pertenece a la Concacaf), los respectivos gobernantes de Brasil y Chile discutieron la posibilidad de intercambiar la realización de los torneos de 2015 y 2019, cuando a Chile le correspondía originalmente.  El entendimiento se vio posteriormente refrendado por la aceptación de la Confederación Brasileña de Fútbol (CBF) de organizar la Copa América 2019 en reemplazo de la de 2015, intercambiando la organización del torneo con la federación chilena. No obstante, Bolivia también expresó su interés por tomar el lugar de Brasil en la realización de la Copa, siendo la intención oficial por parte del presidente de dicha nación, Evo Morales, y el de la Federación Boliviana de Fútbol, Carlos Chávez. Sin embargo, en noviembre de 2010, la CBF, a través de su entonces presidente Ricardo Teixeira, retrocedió en su postura y reafirmó la realización del torneo de 2015 en Brasil —la intención de Teixeira era que su país organizara los 4 eventos en 4 años mientras él fuera el presidente de la CBF—. Finalmente, y en un revés inesperado, sobre todo por la renuncia de Teixeira a la presidencia de la CBF y la asunción al cargo de su sucesor José Maria Marin, Brasil decidió ceder su cupo a Chile a cambio del cupo de 2019.

## Organización

### Sedes
La lista oficial de estadios fue confirmada por la Conmebol y el Comité Organizador de la Copa América el 17 de septiembre de 2018. El Estadio Morumbi será sede del juego inaugural y el Estadio de Maracaná, de la gran final.
| Estadio Maracanã  | Estadio Morumbi   | Arena Corinthians |
| Capacidad: 80 000 | Capacidad: 67 428 | Capacidad: 47 605 |
|                   |                   |                   |
| Belo Horizonte    | Porto Alegre      | Salvador          |
| Estadio Mineirão  | Arena do Grêmio   | Arena Fonte Nova  |
| Capacidad: 61 927 | Capacidad: 55 662 | Capacidad: 51 900 |
|                   |                   |                   |

### Formato de competición

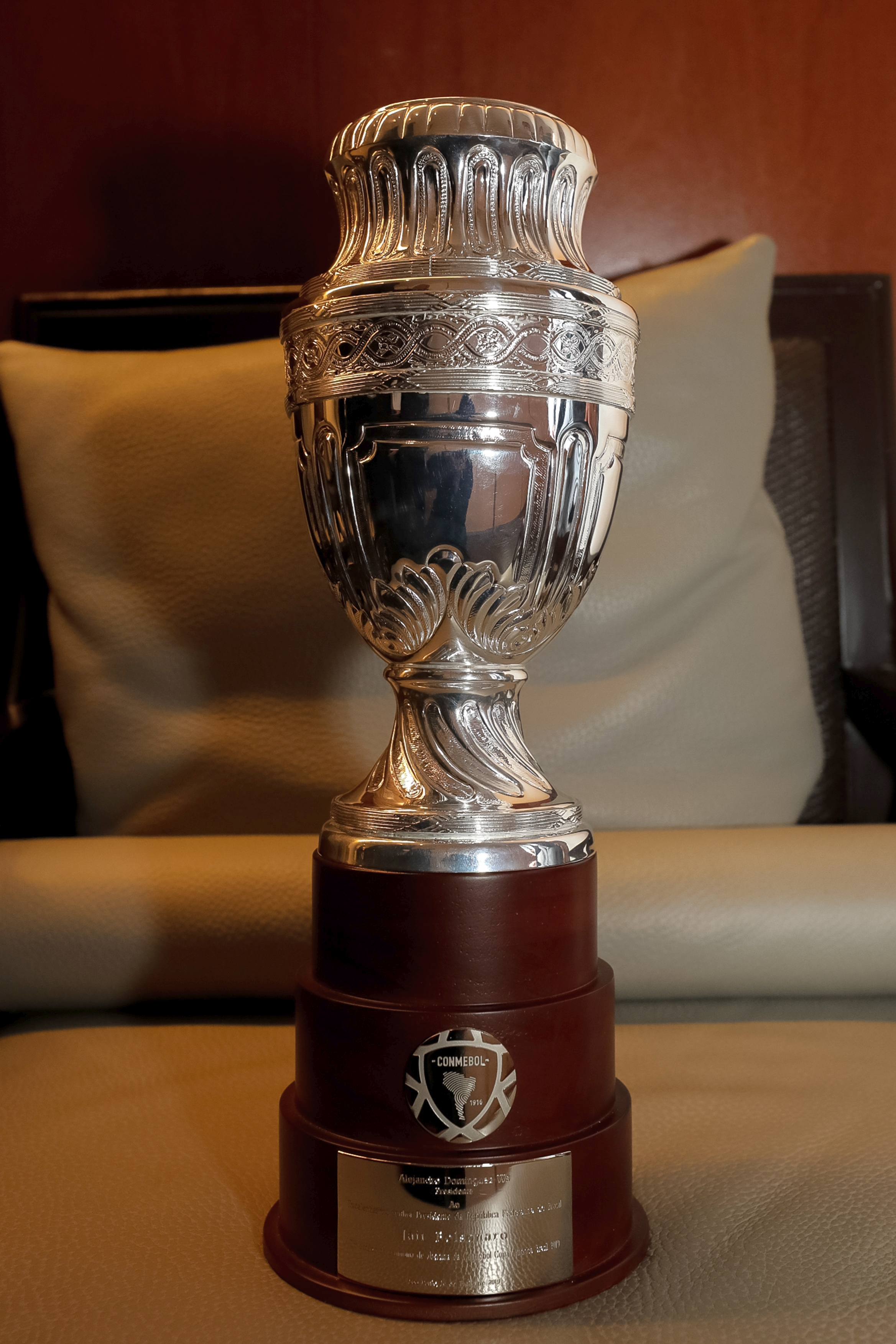
Réplica a escala del trofeo de la Copa América, otorgada por la ocasión al presidente de Brasil, Jair Bolsonaro, de parte de la CONMEBOL.

El torneo se desarrolla dividido en cuatro etapas: primera etapa o fase de grupos, cuartos de final, semifinales y final.
En la fase de grupos, los doce equipos participantes se dividen en tres grupos de cuatro equipos cada uno. Se juega con un sistema de todos contra todos, donde cada equipo juega un partido con todos sus rivales de grupo. Los equipos son clasificados en los grupos según los puntos obtenidos en cada partido, los cuales son otorgados de la siguiente manera:
- 3 puntos por partido ganado.
- 1 punto por partido empatado.
- 0 puntos por partido perdido.

Clasifican a los cuartos de final los dos primeros lugares de cada grupo, así como los dos mejores terceros. Si al término de la fase de grupos dos o más equipos terminan empatados en puntos, se aplican los siguientes criterios de desempate:
- Mejor diferencia de gol en todos los partidos de grupo.
- Mayor cantidad de goles marcados en todos los partidos de grupo.
- Si el empate se mantiene entre dos equipos del mismo grupo, clasifica el equipo ganador del partido jugado entre los equipos implicados.
- Si luego de aplicar los criterios anteriores el empate persiste, se procede a un sorteo de los equipos igualados. El sorteo lo lleva a cabo un delegado designado por la Comisión Administradora de la Conmebol en presencia de los representantes de las asociaciones implicadas.
- Si el empate de puntos se produce entre dos equipos que juegan el último partido de su respectivo grupo y si el empate persiste luego de aplicar los 3 primeros criterios anteriores, se procede a determinar el desempate mediante tiros desde el punto penal.

En los cuartos de final no pueden enfrentarse equipos que hayan compartido grupo en la fase anterior, por lo que el primero del grupo A se enfrentó al tercer clasificado del grupo B o C, mientras que el ganador del grupo B se enfrentó al tercero del grupo A o C. Los enfrentamientos de los equipos en los cuartos de final que terminaron empatados en los 90 minutos reglamentarios, se definió el ganador mediante tiros desde el punto penal. En las semifinales, la definición por el tercer puesto y la final, en caso de empatar en los 90 minutos, se jugaba tiempo suplementario, y si persistía la igualdad, se definía mediante tiros desde el punto penal.

### Árbitros
El 21 de marzo, la comisión de árbitros de Conmebol anunció la lista oficial de árbitros centrales y árbitros asistentes en el torneo sudamericano.
Árbitros principales
- Néstor Pitana
- Fernando Rapallini
- Patricio Loustau
- Gery Vargas
- Wilton Sampaio
- Raphael Claus
- Anderson Daronco
- Roberto Tobar
- Julio Bascuñán
- Piero Maza
- Wilmar Roldán
- Andrés Rojas
- Nicolás Gallo
- Roddy Zambrano
- Carlos Orbe
- Mario Díaz de Vivar
- Arnaldo Samaniego
- Diego Haro
- Víctor Hugo Carrillo
- Esteban Ostojich
- Leodán González
- Alexis Herrera
- Jesús Valenzuela

Árbitros asistentes
- Hernán Maidana
- Juan Pablo Belatti
- Ezequiel Brailovsky
- José Antelo
- Edwar Saavedra
- Rodrigo Correa
- Marcelo Van Gasse
- Kleber Gil
- Alexander Guzmán
- Wilmar Navarro
- Alexander León
- Claudio Ríos
- Christian Schiemann
- Christian Lescano
- Byron Romero
- Eduardo Cardozo
- Darío Gaona
- Jonny Bossio
- Víctor Ráez
- Nicolás Taran
- Richard Trinidad
- Carlos López
- Luis Murillo

Árbitros observadores y asesores
- Héctor Baldassi
- Pablo Silva
- Rodolfo Otero
- Alicio Pena
- Sergio Correa
- Wilson Seneme
- Carlos Astroza
- Claudio Puga
- Óscar Ruiz
- Enrique Cáceres
- Ubaldo Aquino
- Henry Gambetta
- Jorge Larrionda
- Martin Vásquez
- Mauricio Espinosa

## Equipos participantes
Participarán en el torneo las 10 selecciones de la Conmebol junto con dos selecciones invitadas de la AFC.
En cursiva el equipo debutante.
| Equipos participantes | Equipos participantes | Equipos participantes | Equipos participantes |
| --------------------- | --------------------- | --------------------- | --------------------- |
| Argentina             | Catar                 | Ecuador               | Perú                  |
| Bolivia               | Chile                 | Japón                 | Uruguay               |
| Brasil                | Colombia              | Paraguay              | Venezuela             |

### Sorteo
El sorteo de los grupos se realizó en el complejo cultural Ciudad de las Artes de Río de Janeiro a las 20:30 horas (UTC-2) del 24 de enero.
Nota: Entre paréntesis, la posición en el ranking FIFA en el momento del sorteo, ambos equipos invitados de Asia no pueden conformar el mismo grupo.
| Cabezas de serie                                  | Bombo 2                            | Bombo 3                                 | Bombo 4                              |
| ------------------------------------------------- | ---------------------------------- | --------------------------------------- | ------------------------------------ |
| Brasil (anfitrión) (3) Uruguay (7) Argentina (11) | Colombia (12) Chile (13) Perú (20) | Venezuela (31) Paraguay (32) Japón (50) | Ecuador (57) Bolivia (59) Catar (93) |

## Fase de grupos
- Los horarios corresponden a la hora de Brasil (UTC-3).

     – Clasificado para los cuartos de final.      – Clasificado para los cuartos de final como uno de los dos mejores terceros.

### Grupo A
| Selección | Pts | PJ | PG | PE | PP | GF | GC | Dif |
| --------- | --- | -- | -- | -- | -- | -- | -- | --- |
| Brasil    | 7   | 3  | 2  | 1  | 0  | 8  | 0  | 8   |
| Venezuela | 5   | 3  | 1  | 2  | 0  | 3  | 1  | 2   |
| Perú      | 4   | 3  | 1  | 1  | 1  | 3  | 6  | –3  |
| Bolivia   | 0   | 3  | 0  | 0  | 3  | 2  | 9  | –7  |

| 14 de junio, 21:30 | Brasil                                 | 3:0 (0:0) | Bolivia | Morumbi, São Paulo                                                              |                                                                                 |
|                    | Coutinho 50' (pen.), 53' · Everton 85' | Reporte   |         | Asistencia: 46 342 espectadores Árbitro(s): Néstor Pitana VAR: Patricio Loustau | Asistencia: 46 342 espectadores Árbitro(s): Néstor Pitana VAR: Patricio Loustau |

| 15 de junio, 16:00 | Venezuela | 0:0     | Perú | Arena do Grêmio, Porto Alegre                                                  |                                                                                |
|                    |           | Reporte |      | Asistencia: 13 370 espectadores Árbitro(s): Wilmar Roldán VAR: Leodán González | Asistencia: 13 370 espectadores Árbitro(s): Wilmar Roldán VAR: Leodán González |

| 18 de junio, 18:30 | Bolivia            | 1:3 (1:1) | Perú                                     | Maracanã, Río de Janeiro                                                         |                                                                                  |
|                    | Martins 28' (pen.) | Reporte   | Guerrero 45' · Farfán 55' · Flores 90+6' | Asistencia: 26 346 espectadores Árbitro(s): Roddy Zambrano VAR: Esteban Ostojich | Asistencia: 26 346 espectadores Árbitro(s): Roddy Zambrano VAR: Esteban Ostojich |

| 18 de junio, 21:30 | Brasil | 0:0     | Venezuela | Arena Fonte Nova, Salvador                                                    |                                                                               |
|                    |        | Reporte |           | Asistencia: 42 587 espectadores Árbitro(s): Julio Bascuñán VAR: Roberto Tobar | Asistencia: 42 587 espectadores Árbitro(s): Julio Bascuñán VAR: Roberto Tobar |

| 22 de junio, 16:00 | Perú | 0:5 (0:3) | Brasil                                                             | Arena Corinthians, São Paulo                                                     |                                                                                  |
|                    |      | Reporte   | Casemiro 12' · Firmino 19' · Everton 32' · Alves 53' · Willian 90' | Asistencia: 42 317 espectadores Árbitro(s): Fernando Rapallini VAR: Andrés Rojas | Asistencia: 42 317 espectadores Árbitro(s): Fernando Rapallini VAR: Andrés Rojas |

| 22 de junio, 16:00 | Bolivia        | 1:3 (0:1) | Venezuela                        | Mineirão, Belo Horizonte                                                      |                                                                               |
|                    | Justiniano 82' | Reporte   | Machís 2', 55' · J. Martínez 86' | Asistencia: 8091 espectadores Árbitro(s): Esteban Ostojich VAR: Néstor Pitana | Asistencia: 8091 espectadores Árbitro(s): Esteban Ostojich VAR: Néstor Pitana |

### Grupo B
| Selección | Pts | PJ | PG | PE | PP | GF | GC | Dif |
| --------- | --- | -- | -- | -- | -- | -- | -- | --- |
| Colombia  | 9   | 3  | 3  | 0  | 0  | 4  | 0  | 4   |
| Argentina | 4   | 3  | 1  | 1  | 1  | 3  | 3  | 0   |
| Paraguay  | 2   | 3  | 0  | 2  | 1  | 3  | 4  | –1  |
| Catar     | 1   | 3  | 0  | 1  | 2  | 2  | 5  | –3  |

| 15 de junio, 19:00 | Argentina | 0:2 (0:0) | Colombia                     | Arena Fonte Nova, Salvador                                                    |                                                                               |
|                    |           | Reporte   | R. Martínez 70' · Zapata 85' | Asistencia: 35 572 espectadores Árbitro(s): Roberto Tobar VAR: Julio Bascuñán | Asistencia: 35 572 espectadores Árbitro(s): Roberto Tobar VAR: Julio Bascuñán |

| 16 de junio, 16:00                                                                                    | Paraguay                         | 2:2 (1:0) | Catar                      | Maracanã, Río de Janeiro                                                  |                                                                           |
| | Cardozo 3' (pen.) · González 55' | Reporte   | Ali 67' · Rojas 77' (a.g.) | Asistencia: 19 196 espectadores Árbitro(s): Diego Haro VAR: Raphael Claus | Asistencia: 19 196 espectadores Árbitro(s): Diego Haro VAR: Raphael Claus |
| Debut de Catar en Copa América, además Almoez Ali convierte el primer gol catarí en esta competición. |                                  |           |                            |                                                                           |                                                                           |

| 19 de junio, 18:30 | Colombia   | 1:0 (0:0) | Catar | Morumbi, São Paulo                                                               |                                                                                  |
|                    | Zapata 85' | Reporte   |       | Asistencia: 22 079 espectadores Árbitro(s): Alexis Herrera VAR: Jesús Valenzuela | Asistencia: 22 079 espectadores Árbitro(s): Alexis Herrera VAR: Jesús Valenzuela |

| 19 de junio, 21:30 | Argentina        | 1:1 (0:1) | Paraguay       | Mineirão, Belo Horizonte                                                        |                                                                                 |
|                    | Messi 57' (pen.) | Reporte   | R. Sánchez 37' | Asistencia: 35 265 espectadores Árbitro(s): Wilton Sampaio VAR: Leodán González | Asistencia: 35 265 espectadores Árbitro(s): Wilton Sampaio VAR: Leodán González |

| 23 de junio, 16:00 | Catar | 0:2 (0:1) | Argentina                   | Arena do Grêmio, Porto Alegre                                                 |                                                                               |
|                    |       | Reporte   | L. Martínez 3' · Agüero 81' | Asistencia: 41 390 espectadores Árbitro(s): Julio Bascuñán VAR: Roberto Tobar | Asistencia: 41 390 espectadores Árbitro(s): Julio Bascuñán VAR: Roberto Tobar |

| 23 de junio, 16:00 | Colombia    | 1:0 (1:0) | Paraguay | Arena Fonte Nova, Salvador                                                        |                                                                                   |
|                    | Cuéllar 31' | Reporte   |          | Asistencia: 13 903 espectadores Árbitro(s): Víctor Carrillo VAR: Anderson Daronco | Asistencia: 13 903 espectadores Árbitro(s): Víctor Carrillo VAR: Anderson Daronco |

### Grupo C
| Selección | Pts | PJ | PG | PE | PP | GF | GC | Dif |
| --------- | --- | -- | -- | -- | -- | -- | -- | --- |
| Uruguay   | 7   | 3  | 2  | 1  | 0  | 7  | 2  | 5   |
| Chile     | 6   | 3  | 2  | 0  | 1  | 6  | 2  | 4   |
| Japón     | 2   | 3  | 0  | 2  | 1  | 3  | 7  | –4  |
| Ecuador   | 1   | 3  | 0  | 1  | 2  | 2  | 7  | –5  |

| 16 de junio, 19:00 | Uruguay                                                | 4:0 (3:0) | Ecuador | Mineirão, Belo Horizonte                                                         |                                                                                  |
|                    | Lodeiro 5' · Cavani 32' · Suárez 44' · Mina 79' (a.g.) | Reporte   |         | Asistencia: 13 611 espectadores Árbitro(s): Anderson Daronco VAR: Wilton Sampaio | Asistencia: 13 611 espectadores Árbitro(s): Anderson Daronco VAR: Wilton Sampaio |

| 17 de junio, 20:00 | Japón | 0:4 (0:1) | Chile                                         | Morumbi, São Paulo                                                                    |                                                                                       |
|                    |       | Reporte   | Pulgar 41' · Vargas 54', 83' · A. Sánchez 82' | Asistencia: 23 253 espectadores Árbitro(s): Mario Díaz de Vivar VAR: Jesús Valenzuela | Asistencia: 23 253 espectadores Árbitro(s): Mario Díaz de Vivar VAR: Jesús Valenzuela |

| 20 de junio, 20:00 | Uruguay                         | 2:2 (1:1) | Japón            | Arena do Grêmio, Porto Alegre                                            |                                                                          |
|                    | Suárez 32' (pen.) · Giménez 66' | Reporte   | Miyoshi 25', 59' | Asistencia: 39 733 espectadores Árbitro(s): Andrés Rojas VAR: Diego Haro | Asistencia: 39 733 espectadores Árbitro(s): Andrés Rojas VAR: Diego Haro |

| 21 de junio, 20:00 | Ecuador             | 1:2 (1:1) | Chile                          | Arena Fonte Nova, Salvador                                                      |                                                                                 |
|                    | Valencia 26' (pen.) | Reporte   | Fuenzalida 8' · A. Sánchez 51' | Asistencia: 14 727 espectadores Árbitro(s): Patricio Loustau VAR: Wilmar Roldán | Asistencia: 14 727 espectadores Árbitro(s): Patricio Loustau VAR: Wilmar Roldán |

| 24 de junio, 20:00 | Chile | 0:1 (0:0) | Uruguay    | Maracanã, Río de Janeiro                                                      |                                                                               |
|                    |       | Reporte   | Cavani 82' | Asistencia: 57 442 espectadores Árbitro(s): Raphael Claus VAR: Wilton Sampaio | Asistencia: 57 442 espectadores Árbitro(s): Raphael Claus VAR: Wilton Sampaio |

| 24 de junio, 20:00 | Ecuador  | 1:1 (1:1) | Japón        | Mineirão, Belo Horizonte                                                           |                                                                                    |
|                    | Mena 35' | Reporte   | Nakajima 15' | Asistencia: 7623 espectadores Árbitro(s): Jesús Valenzuela VAR: Fernando Rapallini | Asistencia: 7623 espectadores Árbitro(s): Jesús Valenzuela VAR: Fernando Rapallini |

### Mejores terceros
Entre los equipos que finalizaron en el tercer puesto de sus respectivos grupos, los dos mejores avanzaron a cuartos de final.
| Selección | Grupo | Pts | PJ | PG | PE | PP | GF | GC | Dif |
| --------- | ----- | --- | -- | -- | -- | -- | -- | -- | --- |
| Perú      | A     | 4   | 3  | 1  | 1  | 1  | 3  | 6  | –3  |
| Paraguay  | B     | 2   | 3  | 0  | 2  | 1  | 3  | 4  | –1  |
| Japón     | C     | 2   | 3  | 0  | 2  | 1  | 3  | 7  | –4  |

## Segunda fase

### Cuadro de desarrollo
|  | Cuartos de final             | Cuartos de final          |                             |       | Semifinales   | Semifinales   |  |  | Final | Final |
|  |                              |                           |                             |       |               |               |  |  |       |       |
|  | 27 de junio - Porto Alegre   |                           |                             |       |               |               |  |  |       |       |
|  |                              |                           |                             |       |               |               |  |  |       |       |
|  | Brasil (p.)                  | 0 (4)                     |                             |       |               |               |  |  |       |       |
|  | Brasil (p.)                  | 0 (4)                     | 2 de julio - Belo Horizonte |       |               |               |  |  |       |       |
|  | Paraguay                     | 0 (3)                     |                             |       |               |               |  |  |       |       |
|  | Paraguay                     | 0 (3)                     | Brasil                      | 2     |               |               |  |  |       |       |
|  | 28 de junio - Río de Janeiro |                           | Brasil                      | 2     |               |               |  |  |       |       |
|  |                              | Argentina                 | 0                           |       |               |               |  |  |       |       |
|  | Venezuela                    | Argentina                 | 0                           | 0     |               |               |  |  |       |       |
|  | Venezuela                    |                           | 7 de julio - Río de Janeiro | 0     |               |               |  |  |       |       |
|  | Argentina                    | 2                         |                             |       |               |               |  |  |       |       |
|  | Argentina                    | 2                         | Brasil                      | 3     |               |               |  |  |       |       |
|  | 28 de junio - São Paulo      |                           | Brasil                      | 3     |               |               |  |  |       |       |
|  |                              | Perú                      | 1                           |       |               |               |  |  |       |       |
|  | Colombia                     | Perú                      | 1                           | 0 (4) |               |               |  |  |       |       |
|  | Colombia                     | 3 de julio - Porto Alegre |                             | 0 (4) |               |               |  |  |       |       |
|  | Chile (p.)                   | 0 (5)                     |                             |       |               |               |  |  |       |       |
|  | Chile (p.)                   | 0 (5)                     | Chile                       | 0     |               |               |  |  |       |       |
|  | 29 de junio - Salvador       |                           | Chile                       | 0     |               |               |  |  |       |       |
|  |                              | Perú                      | 3                           |       | Tercer puesto | Tercer puesto |  |  |       |       |
|  | Uruguay                      | Perú                      | 3                           | 0 (4) | Tercer puesto | Tercer puesto |  |  |       |       |
|  | Uruguay                      |                           | 6 de julio - São Paulo      | 0 (4) |               |               |  |  |       |       |
|  | Perú (p.)                    | 0 (5)                     |                             |       |               |               |  |  |       |       |
|  | Perú (p.)                    | 0 (5)                     | Argentina                   | 2     |               |               |  |  |       |       |
|  |                              |                           |                             |       |               |               |  |  |       |       |
|  | Chile                        | 1                         |                             |       |               |               |  |  |       |       |
|  | Chile                        | 1                         |                             |       |               |               |  |  |       |       |

### Cuartos de final
| 27 de junio, 21:30 | Brasil                                                    | 0:0 (4:3 p.)               | Paraguay                                       | Arena do Grêmio, Porto Alegre                                                 |                                                                               |
|                    |                                                           | Reporte                    |                                                | Asistencia: 44 902 espectadores Árbitro(s): Roberto Tobar VAR: Julio Bascuñán | Asistencia: 44 902 espectadores Árbitro(s): Roberto Tobar VAR: Julio Bascuñán |
|                    |                                                           | Tiros desde el punto penal |                                                |                                                                               |                                                                               |
|                    | Willian · Marquinhos · Coutinho · Firmino · Gabriel Jesus |                            | Gómez · Almirón · Valdez · R. Rojas · González |                                                                               |                                                                               |

| 28 de junio, 16:00 | Venezuela | 0:2 (0:1) | Argentina                      | Estadio Maracanã, Río de Janeiro                                            |                                                                             |
|                    |           | Reporte   | L. Martínez 10' · Lo Celso 74' | Asistencia: 50 094 espectadores Árbitro(s): Wilmar Roldán VAR: Andrés Rojas | Asistencia: 50 094 espectadores Árbitro(s): Wilmar Roldán VAR: Andrés Rojas |

| 28 de junio, 20:20 | Colombia                                        | 0:0 (4:5 p.)               | Chile                                           | Arena Corinthians, São Paulo                                                      |                                                                                   |
|                    |                                                 | Reporte                    |                                                 | Asistencia: 44 062 espectadores Árbitro(s): Néstor Pitana VAR: Fernando Rapallini | Asistencia: 44 062 espectadores Árbitro(s): Néstor Pitana VAR: Fernando Rapallini |
|                    |                                                 | Tiros desde el punto penal |                                                 |                                                                                   |                                                                                   |
|                    | Rodríguez · Cardona · Cuadrado · Mina · Tesillo |                            | Vidal · Vargas · Pulgar · Aránguiz · A. Sánchez |                                                                                   |                                                                                   |

| 29 de junio, 16:00                   | Uruguay                                            | 0:0 (4:5 p.)               | Perú                                            | Arena Fonte Nova, Salvador                                                       |                                                                                  |
|                                      |                                                    | Reporte                    |                                                 | Asistencia: 21 180 espectadores Árbitro(s): Wilton Sampaio VAR: Patricio Loustau | Asistencia: 21 180 espectadores Árbitro(s): Wilton Sampaio VAR: Patricio Loustau |
|                                      |                                                    | Tiros desde el punto penal |                                                 |                                                                                  |                                                                                  |
|                                      | L. Suárez · Cavani · Stuani · Bentancur · Torreira |                            | Guerrero · Ruidíaz · Yotún · Advíncula · Flores |                                                                                  |                                                                                  |
| Primera victoria de Perú en penales. |                                                    |                            |                                                 |                                                                                  |                                                                                  |

### Semifinales
| 2 de julio, 21:30 | Brasil                          | 2:0 (1:0) | Argentina | Estadio Mineirão, Belo Horizonte                                                |                                                                                 |
|                   | Gabriel Jesus 19' · Firmino 71' | Reporte   |           | Asistencia: 55 947 espectadores Árbitro(s): Roddy Zambrano VAR: Leodán González | Asistencia: 55 947 espectadores Árbitro(s): Roddy Zambrano VAR: Leodán González |

| 3 de julio, 21:30 | Chile | 0:3 (0:2) | Perú                                    | Arena do Grêmio, Porto Alegre                                               |                                                                             |
|                   |       | Reporte   | Flores 21' · Yotún 38' · Guerrero 90+1' | Asistencia: 33 058 espectadores Árbitro(s): Wilmar Roldán VAR: Andrés Rojas | Asistencia: 33 058 espectadores Árbitro(s): Wilmar Roldán VAR: Andrés Rojas |

### Tercer puesto
| 6 de julio    | Argentina              | 2:1 (2:0) | Chile            | Arena Corinthians, São Paulo                                                    |                                                                                 |
| 18:10 (UTC-3) | Agüero 9' · Dybala 22' | Reporte   | Vidal 59' (pen.) | Asistencia: 44 269 espectadores Árbitro(s): Mario Díaz de Vivar VAR: Diego Haro | Asistencia: 44 269 espectadores Árbitro(s): Mario Díaz de Vivar VAR: Diego Haro |

### Final
| 7 de julio                        | Brasil                                                     | 3:1 (2:1) | Perú                | Estadio Maracanã, Río de Janeiro                                              |                                                                               |
| 17:10 (UTC-3)                     | Everton 15' · Gabriel Jesus 45+3' · Richarlison 88' (pen.) | Reporte   | Guerrero 44' (pen.) | Asistencia: 69 968 espectadores Árbitro(s): Roberto Tobar VAR: Julio Bascuñán | Asistencia: 69 968 espectadores Árbitro(s): Roberto Tobar VAR: Julio Bascuñán |
| Primera final de Perú desde 1975. |                                                            |           |                     |                                                                               |                                                                               |

|                           |
| Bandera de Brasil         |
| Campeón Brasil 9.º título |

## Estadísticas

### Clasificación general
| Pos. | Selección | Gr. | Pts. | PJ | PG | PE | PP | GF | GC | Dif | Rend.  |
| ---- | --------- | --- | ---- | -- | -- | -- | -- | -- | -- | --- | ------ |
| 1    | Brasil    | A   | 14   | 6  | 4  | 2  | 0  | 13 | 1  | 12  | 77.8 % |
| 2    | Perú      | A   | 8    | 6  | 2  | 2  | 2  | 7  | 9  | –2  | 45.8 % |
| 3    | Argentina | B   | 10   | 6  | 3  | 1  | 2  | 7  | 6  | 1   | 55.6 % |
| 4    | Chile     | C   | 7    | 6  | 2  | 1  | 3  | 7  | 7  | 0   | 38.9 % |
| 5    | Colombia  | B   | 10   | 4  | 3  | 1  | 0  | 4  | 0  | 4   | 83.3 % |
| 6    | Uruguay   | C   | 8    | 4  | 2  | 2  | 0  | 7  | 2  | 5   | 66.6 % |
| 7    | Venezuela | A   | 5    | 4  | 1  | 2  | 1  | 3  | 3  | 0   | 41.7 % |
| 8    | Paraguay  | B   | 3    | 4  | 0  | 3  | 1  | 3  | 4  | –1  | 25 %   |
| 9    | Japón     | C   | 2    | 3  | 0  | 2  | 1  | 3  | 7  | –4  | 22.2 % |
| 10   | Catar     | B   | 1    | 3  | 0  | 1  | 2  | 2  | 5  | –3  | 11.1 % |
| 11   | Ecuador   | C   | 1    | 3  | 0  | 1  | 2  | 2  | 7  | –5  | 11.1 % |
| 12   | Bolivia   | A   | 0    | 3  | 0  | 0  | 3  | 2  | 9  | –7  | 0 %    |

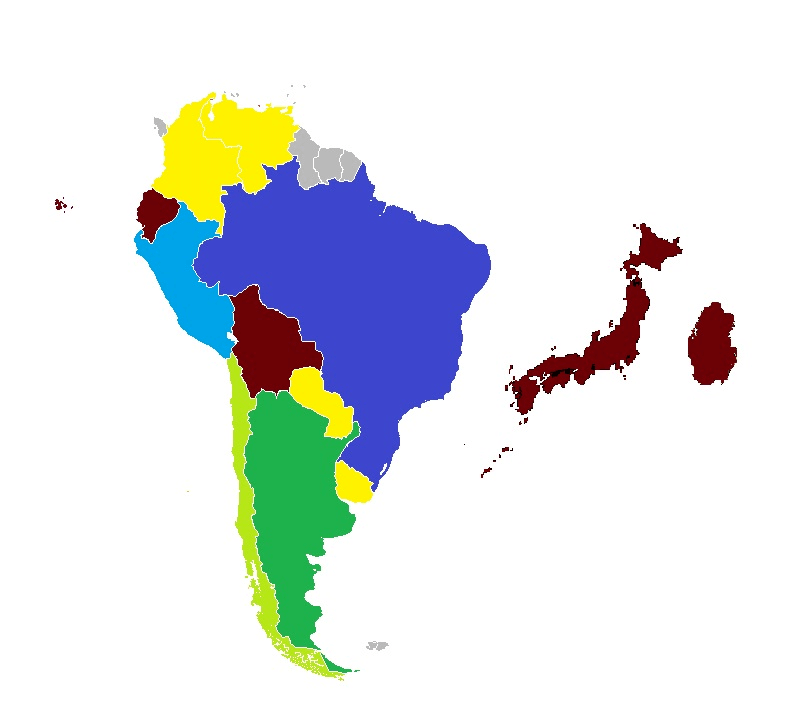
Países participantes según la fase alcanzada en el torneo

A pesar de estar ordenados los datos en función de los partidos jugados, el único criterio utilizado de manera oficial es el número de goles y asistencias.
| Jugador           | Selección | Goles | PJ |
| Everton           | Brasil    | 3     | 6  |
| Paolo Guerrero    | Perú      | 3     | 6  |
| Kōji Miyoshi      | Japón     | 2     | 3  |
| Lautaro Martínez  | Argentina | 2     | 4  |
| Duván Zapata      | Colombia  | 2     | 4  |
| Edinson Cavani    | Uruguay   | 2     | 4  |
| Luis Suárez       | Uruguay   | 2     | 4  |
| Darwin Machís     | Venezuela | 2     | 4  |
| Sergio Agüero     | Argentina | 2     | 6  |
| Philippe Coutinho | Brasil    | 2     | 6  |
| ----------------- | --------- | ----- | -- |

| Lista completa        | Lista completa | Lista completa | Lista completa | Lista completa |
| Jugador               | Selección      | Goles          | PJ             |                |
| --------------------- | -------------- | -------------- | -------------- | -------------- |
| Roberto Firmino       | Brasil         | 2              | 6              |                |
| Gabriel Jesus         | Brasil         | 2              | 6              |                |
| Alexis Sánchez        | Chile          | 2              | 6              |                |
| Eduardo Vargas        | Chile          | 2              | 6              |                |
| Edison Flores         | Perú           | 2              | 6              |                |
| Gustavo Cuéllar       | Colombia       | 1              | 1              |                |
| Richarlison           | Brasil         | 1              | 2              |                |
| Óscar Cardozo         | Paraguay       | 1              | 2              |                |
| Leonel Justiniano     | Bolivia        | 1              | 3              |                |
| Marcelo Martins       | Bolivia        | 1              | 3              |                |
| Almoez Ali            | Catar          | 1              | 3              |                |
| Roger Martínez        | Colombia       | 1              | 3              |                |
| Ángel Mena            | Ecuador        | 1              | 3              |                |
| Enner Valencia        | Ecuador        | 1              | 3              |                |
| Shōya Nakajima        | Japón          | 1              | 3              |                |
| Jefferson Farfán      | Perú           | 1              | 3              |                |
| Nicolás Lodeiro       | Uruguay        | 1              | 3              |                |
| Josef Martínez        | Venezuela      | 1              | 3              |                |
| Paulo Dybala          | Argentina      | 1              | 4              |                |
| Willian               | Brasil         | 1              | 4              |                |
| José Pedro Fuenzalida | Chile          | 1              | 4              |                |
| Derlis González       | Paraguay       | 1              | 4              |                |
| Richard Sánchez       | Paraguay       | 1              | 4              |                |
| José María Giménez    | Uruguay        | 1              | 4              |                |
| Giovani Lo Celso      | Argentina      | 1              | 6              |                |
| Lionel Messi          | Argentina      | 1              | 6              |                |
| Casemiro              | Brasil         | 1              | 6              |                |
| Dani Alves            | Brasil         | 1              | 6              |                |
| Erick Pulgar          | Chile          | 1              | 6              |                |
| Arturo Vidal          | Chile          | 1              | 6              |                |
| Yoshimar Yotún        | Perú           | 1              | 6              |                |

| Fecha       | Jugador       | Selección | Rival   | Anotado · Autogol | Partidos |
| 16 de junio | Arturo Mina   | Ecuador   | Uruguay | 1                 | 2        |
| 16 de junio | Rodrigo Rojas | Paraguay  | Catar   | 1                 | 4        |
| ----------- | ------------- | --------- | ------- | ----------------- | -------- |

| Jugador            | Selección | Asistencias | PJ |
| Roberto Firmino    | Brasil    | 3           | 6  |
| Charles Aránguiz   | Chile     | 3           | 6  |
| James Rodríguez    | Colombia  | 2           | 4  |
| Miguel Almirón     | Paraguay  | 2           | 4  |
| André Carrillo     | Perú      | 2           | 4  |
| Gabriel Jesus      | Brasil    | 2           | 6  |
| Jonathan Rodríguez | Uruguay   | 1           | 1  |
| Fernandinho        | Brasil    | 1           | 2  |
| Santiago Arias     | Colombia  | 1           | 2  |
| Jefferson Lerma    | Colombia  | 1           | 2  |
| Paulo Dybala       | Argentina | 1           | 4  |
| ------------------ | --------- | ----------- | -- |

| Lista completa    | Lista completa | Lista completa | Lista completa | Lista completa |
| Jugador           | Selección      | Asistencias    | PJ             |                |
| ----------------- | -------------- | -------------- | -------------- | -------------- |
| Diego Bejarano    | Bolivia        | 1              | 3              |                |
| Tarek Salman      | Catar          | 1              | 3              |                |
| Gaku Shibasaki    | Japón          | 1              | 3              |                |
| Jefferson Farfán  | Perú           | 1              | 3              |                |
| Nicolás Lodeiro   | Uruguay        | 1              | 3              |                |
| Martín Cáceres    | Uruguay        | 1              | 4              |                |
| Diego Godín       | Uruguay        | 1              | 4              |                |
| Luis Suárez       | Uruguay        | 1              | 4              |                |
| Ronald Hernández  | Venezuela      | 1              | 4              |                |
| Tomás Rincón      | Venezuela      | 1              | 4              |                |
| Yeferson Soteldo  | Venezuela      | 1              | 4              |                |
| Arthur            | Brasil         | 1              | 5              |                |
| Mauricio Isla     | Chile          | 1              | 5              |                |
| Sergio Agüero     | Argentina      | 1              | 6              |                |
| Giovani Lo Celso  | Argentina      | 1              | 6              |                |
| Lionel Messi      | Argentina      | 1              | 6              |                |
| Everton           | Brasil         | 1              | 6              |                |
| Philippe Coutinho | Brasil         | 1              | 6              |                |
| Marquinhos        | Brasil         | 1              | 6              |                |
| Alexis Sánchez    | Chile          | 1              | 6              |                |
| Christian Cueva   | Perú           | 1              | 6              |                |
| Paolo Guerrero    | Perú           | 1              | 6              |                |
| Renato Tapia      | Perú           | 1              | 6              |                |

## Premios y reconocimientos

### Jugador del partido
Al finalizar cada encuentro se eligió a un jugador como el mejor del partido. El premio fue otorgado al jugador con mayor incidencia en el juego.
| Fase de grupos - 1.ª fecha | Fase de grupos - 1.ª fecha | Fase de grupos - 2.ª fecha | Fase de grupos - 2.ª fecha | Fase de grupos - 3.ª fecha | Fase de grupos - 3.ª fecha | Fases finales     | Fases finales |
| Jugador                    | Partido                    | Jugador                    | Partido                    | Jugador                    | Partido                    | Jugador           | Partido       |
| -------------------------- | -------------------------- | -------------------------- | -------------------------- | -------------------------- | -------------------------- | ----------------- | ------------- |
| Philippe Coutinho          | 3:0                        | Paolo Guerrero             | 1:3                        | Everton                    | 0:5                        | Roberto Fernández | 0:0 (4:3)     |
| Paolo Guerrero             | 0:0                        | Philippe Coutinho          | 0:0                        | Darwin Machís              | 1:3                        | Lautaro Martínez  | 0:2           |
| Roger Martínez             | 0:2                        | James Rodríguez            | 1:0                        | Lionel Messi               | 0:2                        | Arturo Vidal      | 0:0 (4:5)     |
| Roberto Fernández          | 2:2                        | Roberto Fernández          | 1:1                        | Roberto Fernández          | 1:0                        | Pedro Gallese     | 0:0 (4:5)     |
| Edinson Cavani             | 4:0                        | Kōji Miyoshi               | 2:2                        | Edinson Cavani             | 0:1                        | Dani Alves        | 2:0           |
| Alexis Sánchez             | 0:4                        | Alexis Sánchez             | 1:2                        | Shōya Nakajima             | 1:1                        | Pedro Gallese     | 0:3           |
|                            |                            |                            |                            |                            |                            | Paulo Dybala      | 2:1           |
|                            |                            |                            |                            |                            |                            | Everton           | 3:1           |

### Mejor jugador del torneo
- Dani Alves.[25]

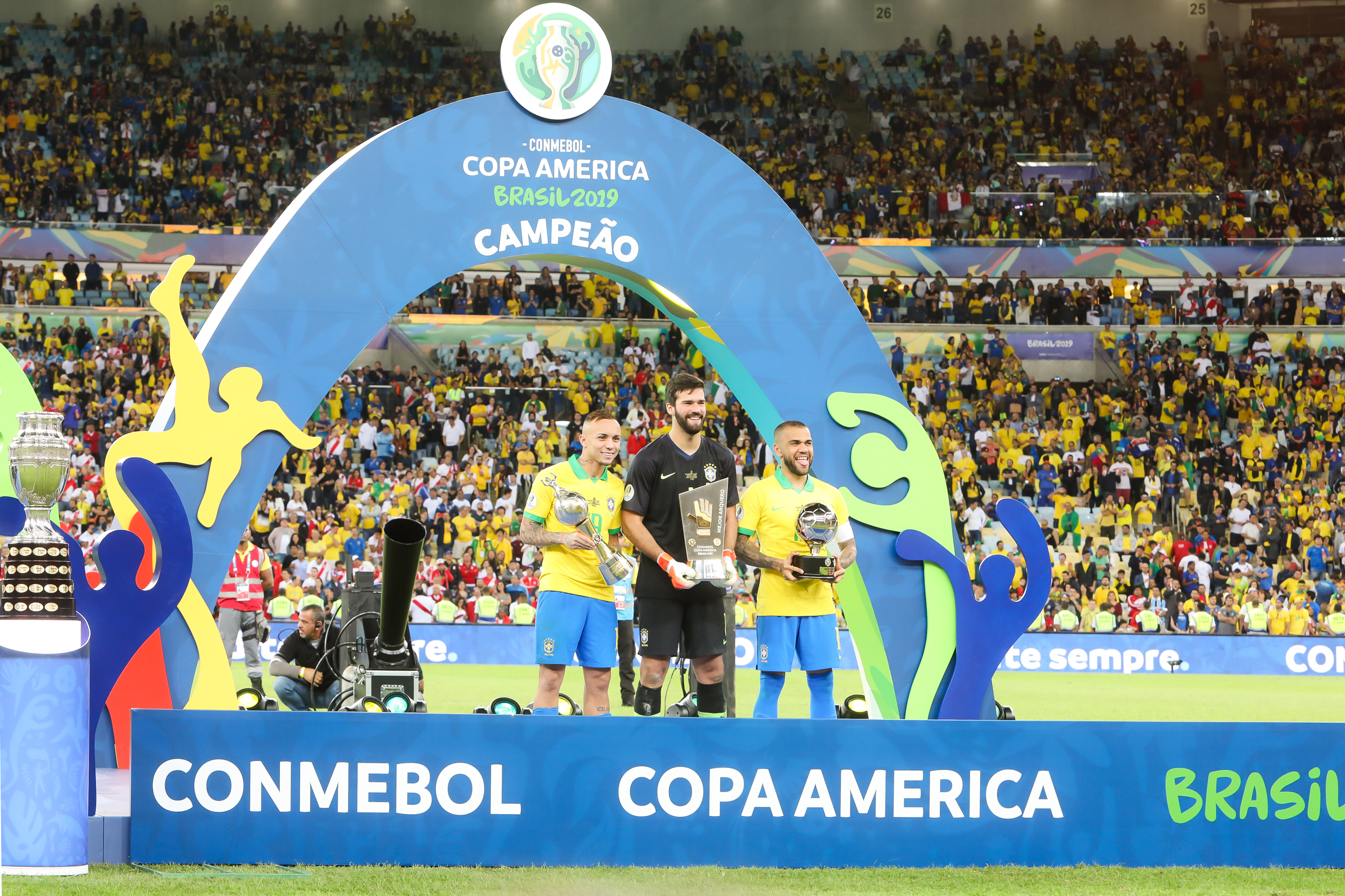
De izquierda a derecha: Everton, Alisson Becker y Dani Alves.

El capitán de la selección de Brasil disputó los seis partidos del torneo, anotó un gol contra Perú en la fase de grupos y fue el jugador del partido en la semifinal contra Argentina. Participó tanto en la defensa como en el ataque de su selección.

### Goleador del torneo
- Everton.[25][26]

El delantero brasileño convirtió tres goles en seis partidos disputados y dio una asistencia. Al estar empatado con Paolo Guerrero, ganó el reconocimiento al tener menos minutos en cancha.

### Mejor portero del torneo
- Alisson Becker.[25]

El portero de la selección brasileña no recibió goles hasta la final con Perú, en donde concedió uno a través de un tiro penal ejecutado por Paolo Guerrero.

### Premio al juego limpio
- Selección de Brasil.[25]

### Equipo ideal
El equipo ideal fue elegido por el Grupo de Estudio Técnico de la Conmebol.
| Pos.           | Jugador            | PJ (T/S) | Minutos jugados | Goles | Asistencias | Tarjetas amarillas | Doble tarjeta amarilla y roja | Tarjetas rojas |
| -------------- | ------------------ | -------- | --------------- | ----- | ----------- | ------------------ | ----------------------------- | -------------- |
| Guardameta     | Alisson Becker     | 6 (6/0)  | 585'            | 0     | 0           | 0                  | 0                             | 0              |
| Defensa        | Miguel Trauco      | 6 (6/0)  | 593'            | 0     | 0           | 0                  | 0                             | 0              |
| Defensa        | Thiago Silva       | 6 (6/0)  | 585'            | 0     | 0           | 2                  | 0                             | 0              |
| Defensa        | José María Giménez | 4 (4/0)  | 390'            | 1     | 0           | 1                  | 0                             | 0              |
| Defensa        | Dani Alves         | 6 (6/0)  | 572'            | 1     | 0           | 1                  | 0                             | 0              |
| Centrocampista | Arturo Vidal       | 5 (5/0)  | 468'            | 1     | 0           | 3                  | 0                             | 0              |
| Centrocampista | Leandro Paredes    | 6 (6/0)  | 540'            | 0     | 0           | 2                  | 0                             | 0              |
| Centrocampista | Arthur Melo        | 5 (5/0)  | 480'            | 0     | 1           | 1                  | 0                             | 0              |
| Delantero      | Everton            | 6 (4/2)  | 373'            | 3     | 1           | 0                  | 0                             | 0              |
| Delantero      | Paolo Guerrero     | 6 (6/0)  | 535'            | 3     | 1           | 1                  | 0                             | 0              |
| Delantero      | James Rodríguez    | 4 (3/1)  | 332'            | 0     | 2           | 1                  | 0                             | 0              |
| Entrenador     | Tite               | Tite     | Tite            | Tite  | Tite        | Tite               | Tite                          | Tite           |

## Símbolos y mercadeo

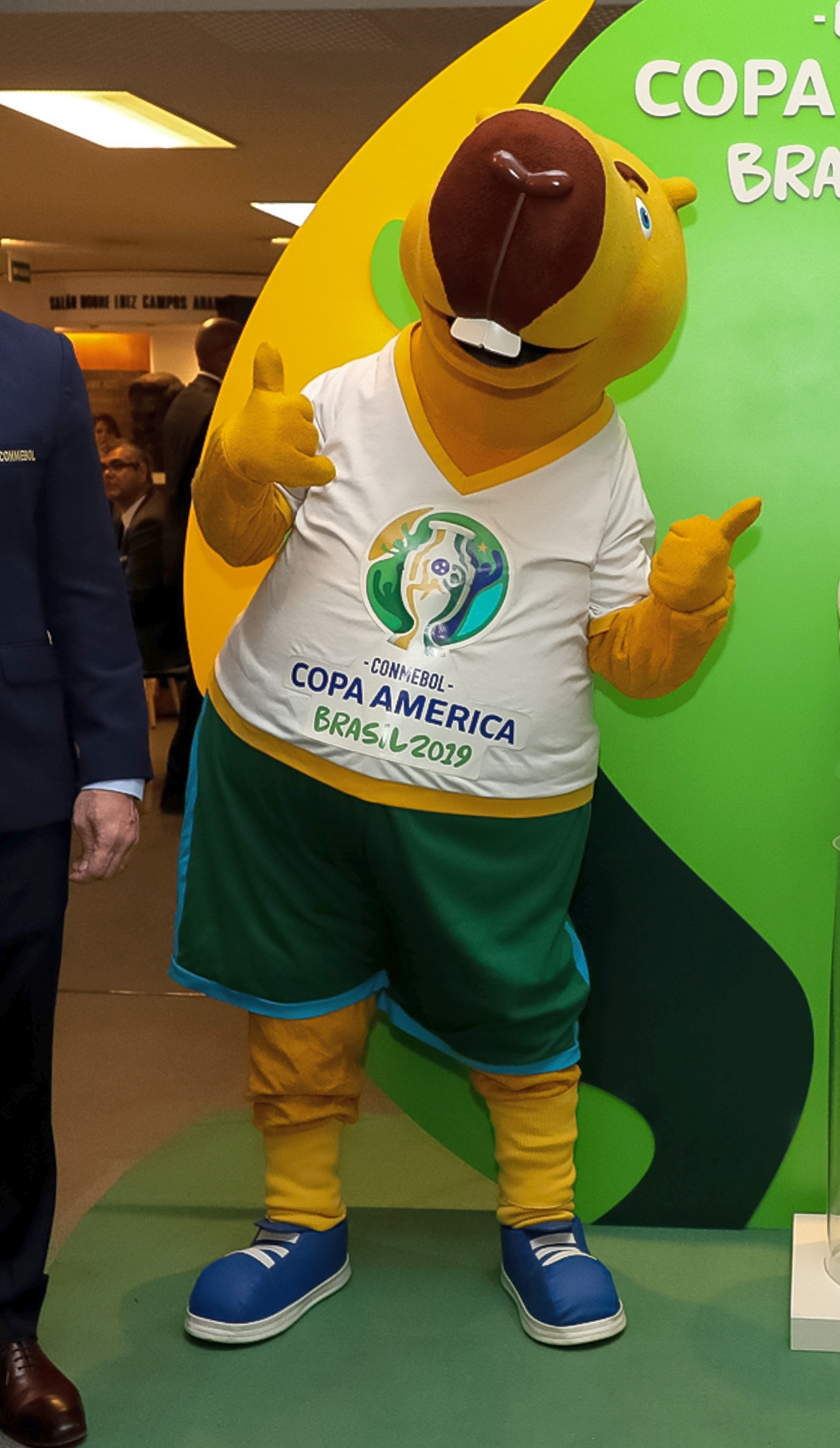
Zizito, mascota del torneo.

### Balón
El Nike Merlín Rabisco fue anunciado como el balón oficial de esta edición de la Copa América el 24 de enero de 2019. Su diseño está inspirado en los grafitis de las paredes de Brasil. Es mayormente blanca y negra decorada con los colores azul y amarillo con un efecto de aerosol. Tiene 5 estrellas que representan las veces que Brasil ha sido sede del torneo.

### Mascota
La mascota del torneo es Zizito, un capibara cuyo nombre rinde homenaje a Zizinho, futbolista brasileño que comparte el récord de mayor goleador histórico en la Copa América (17 goles con el argentino Norberto Méndez).

### Canción oficial
La canción oficial del torneo fue «Vibra Continente», interpretada por Leo Santana y Karol G.

### Patrocinadores
Los patrocinadores oficiales fueron:
- Brahma.
- Gatorade.
- Gol Linhas Aéreas.
- Guaraná Antarctica.
- MasterCard.
- Nike.
- TCL Technology.
- Águila.
- Becker.